# Джур, Евгений Алексеевич
Джур Евгений Алексеевич (24 апреля 1941, Кривой Рог, Днепропетровская область — 3 сентября 2022, Днепр) — советский и украинский учёный-материаловед, специалист в области производства летательных аппаратов. Доктор технических наук (1994), профессор (1995). Заслуженный деятель науки и техники Украины (2003), лауреат Государственной премии Украины в области образования (2013).

## Биография
Родился 24 апреля 1941 года в городе Кривой Рог.
В 1962 году окончил Киевский институт физической культуры, мастер спорта по волейболу. В 1962—1963 годах работал тренером по спортивным играм на стадионе Южного горно-обогатительного комбината.
С 1964 года — в Днепропетровском университете: в 1970 году окончил университет, с 1989 года — заведующий кафедрой технологии производства, в 1995—2005 годах — декан физико-технического факультета.
Умер 3 сентября 2022 года в городе Днепр.

## Научная деятельность
Специалист в области материаловедения.
Научные исследования касались сварочных соединений тугоплавких металлов с конструкционными сталями и сплавами, тугоплавких металлов с неметаллами методом диффузной сварки. Один из составителей «Англо-русско-украинского словаря по ракетно-космической технике» (2001).

### Научные труды
- Технология производства космических ракет / Е. А. Джур, С. И. Вдовин, Л. Д. Кучма, В. А. Найдёнов, Е. Ю. Николенко, Е. И. Ухов ; ред. Л. П. Небогатова. — Днепропетровск : ДГУ, 1992. — 184 с. — ISBN 5-86400-030-2.
- Герметичність у ракетно-космічній техніці: Підручник. — Дн., 1995 (в соавторстве).
- Твердотопливные ракетные двигатели. Материалы и технологии: Учебник. — Дн., 1999 (в соавторстве).
- Развитие ракетно-космической техники в Украине: Учебник. — Дн., 2001 (в соавторстве).
- Полімерні і композиційні матеріали в ракетно-космічній техніці: Підручник. — Киев, 2003 (в соавторстве).
- Технология создания термокатодов на основе гексаборида лантана. — Дн., 2004.
- Спеціальне матеріалознавство: Підручник. — Дн., 2004 (в соавторстве).
- Основи теорії та проектування РДТП: Підручник. — Дн., 2005 (в соавторстве).

## Награды
- Государственная премия Украины в области образования (4 октября 2013)[2];
- Заслуженный деятель науки и техники Украины (15 октября 2003)[3];
- Орден «За заслуги» (Украина) 3-й степени (2001);
- Нагрудный знак МОН Украины «Отличник образования»;
- Пожизненная государственная стипендия (19 февраля 2018)[4];
- Медаль имени Ф. Молина — за подготовку кадров для ракетно-космической техники.